# Metoda wariacyjna
Metoda wariacyjna – w mechanice kwantowej jedna z dwóch podstawowych (obok rachunku zaburzeń), przybliżonych metod rozwiązywania równania Schrödingera.

## Opis metody
W porównaniu z rachunkiem zaburzeń, metoda wariacyjna ma pewną przewagę – może ona być użyta praktycznie do dowolnego układu, nie trzeba na nią nakładać żadnych dodatkowych ograniczeń. Równanie Schrödingera przedstawia się następująco:
{\displaystyle {\hat {H}}\psi _{n}(r)=E_{n}\psi _{n}(r).}
Nie można go rozwiązać ściśle, jednak można znaleźć jego przybliżone funkcje i wartości własne. W stanie podstawowym energię można oznaczyć jako {\displaystyle E_{0},} czyli:
{\displaystyle E_{0}<E_{n}~(n>0).}
Można teraz założyć, że istnieje pewna funkcja {\displaystyle \varphi } w tej samej przestrzeni co {\displaystyle \psi _{n}} i za jej pomocą można zdefiniować parametr {\displaystyle \epsilon {:}}
{\displaystyle \epsilon ={\frac {\int \varphi ^{*}{\hat {H}}\varphi d\tau }{\int \varphi ^{*}\varphi d\tau }}.}
Ponieważ funkcje {\displaystyle \psi _{n}} tworzą układ zupełny funkcji ortonormalnych, funkcję {\displaystyle \varphi } można przedstawić w postaci szeregu:
{\displaystyle \varphi =\sum \limits _{n}c_{n}^{*}\psi _{n}.}
Jeżeli funkcja {\displaystyle \varphi } jest także znormalizowana, to powyższe równania można przedstawić w postaci:
{\displaystyle \sum \limits _{n}c_{n}^{*}c_{n}=1,}
a zatem parametr {\displaystyle \epsilon } będzie miał postać:
{\displaystyle \epsilon =\sum \limits _{n}c_{n}^{*}c_{n}E_{n}.}
Jeśli od obu stron równania odjąć wartość {\displaystyle E_{0}} otrzyma się:
{\displaystyle \epsilon -E_{0}=\sum \limits _{n}c_{n}^{*}c_{n}(E_{n}-E_{0}).}
Wobec zawsze dodatniej prawej strony równania (iloczyn {\displaystyle c_{n}^{*}} {\displaystyle c_{n}} oraz różnica energii są zawsze dodatnie), lewa strona równania także jest dodatnia. Skoro:
{\displaystyle \epsilon -E_{0}\geqslant 0,}
to:
{\displaystyle \epsilon \geqslant E_{0}.}
Dla danego hamiltonianu parametr {\displaystyle \epsilon ,} obliczony za pomocą funkcji {\displaystyle \varphi } jest większy od wartości ścisłej energii. W przypadku, gdy funkcja {\displaystyle \varphi } byłaby ścisłą funkcją własną stanu podstawowego, to wówczas {\displaystyle \epsilon =E_{0}.} Jest to tzw. zasada wariacyjna.
Wynik ten w połączeniu ze wzorem jest podstawą metody wariacyjnej. Aby wyznaczyć wartość energii, należy wziąć kilka funkcji {\displaystyle \varphi _{1},\varphi _{2},\varphi _{3}} i obliczyć ich wartości oczekiwane {\displaystyle \epsilon _{1},\epsilon _{2},\epsilon _{3}.} Wówczas najniższa wartość {\displaystyle \epsilon ,} będzie najbliższa dla energii stanu podstawowego. W celu wyznaczenie tych wartości często bierze się funkcję {\displaystyle \varphi } zależną od współrzędnych {\displaystyle r} oraz od tzw. parametrów wariacyjnych {\displaystyle a_{1},a_{2},\dots ,a_{k}{:}}
{\displaystyle \varphi =\varphi (a_{1},a_{2},\dots ,a_{k};r_{1},r_{2},\dots ,r_{n}).}
Dla różnych wartości {\displaystyle a_{1},a_{2},\dots ,a_{k}} otrzymuje się różne funkcje. Następnie należy obliczyć wielkość {\displaystyle \epsilon } zależną od parametrów {\displaystyle a_{1},a_{2},\dots ,a_{k}{:}}
{\displaystyle \epsilon =\epsilon (a_{1},a_{2},\dots ,a_{k}).}
Znajdując minimum względem parametrów {\displaystyle a,} można znaleźć najmniejszą wartość {\displaystyle \epsilon ,} która będzie najlepszym przybliżeniem energii stanu podstawowego.
Szczególnym przypadkiem metody wariacyjnej jest metoda Ritza.